# 阿姆奇特卡島

阿姆奇特岛上的核试验位置

阿姆奇特卡島（英語：Amchitka）是一个地壳构造的島嶼，位於太平洋海域，屬於美国阿拉斯加州西南部阿留申群岛拉特群島的一部分，也是阿拉斯加国家级海洋野生动物保护区的一部分。阿姆奇特卡島長68公里、寬6公里，面積308.6平方公里，最高點海拔高度373米。这个地区属海洋性气候，岛上多暴风雨、多阴雨天气。
阿留申人在阿姆奇特卡島有着两千五百多年历史的聚居史，但自1852年以来此区域便无常住人口。1867年阿拉斯加易手后成为美国领土。二战阿留申群岛战役时此区域被美军开辟为一个空军机场。二战后，美国原子能委员会选定此区域美國的一個地下核試驗場，分别于1965年（Long Shot，8萬吨当量）、1969年（Milrow，1百萬吨当量）和1971年（Cannikin，5百萬吨当量）进行，这也是美国进行过的最大型地下核试验。鉴于对生态环境的保护，这一系列核试验倍受争议，特别是1971年的Cannikin核试验，环境保护团体害怕会引发地震和海啸。现在阿姆奇特卡島已不再用来进行核试验了，但仍对放射性物质进行监测，以防泄露的危险。

## 地理

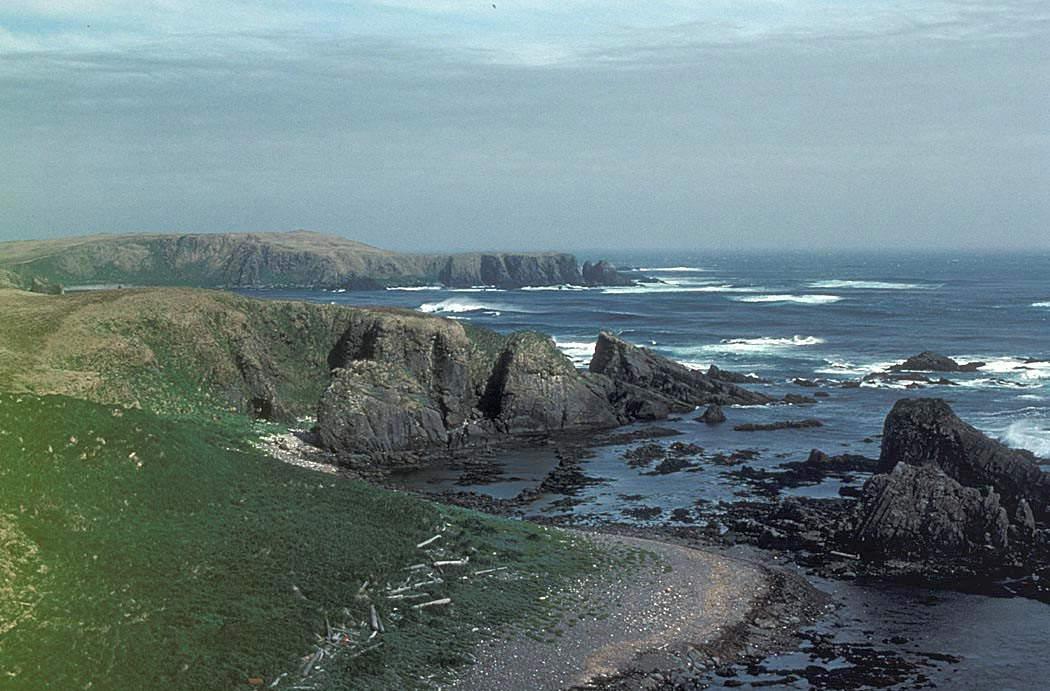
阿姆奇特卡島哈乐昆海滩（Harlequin Beach）

阿姆奇特卡島位于阿留申群岛链拉特群岛的东南部，处于51°21′N 178°37′E / 51.350°N 178.617°E和51°39′N 179°29′E / 51.650°N 179.483°E之间。它北部和东部临白令海，南部与西部临北太平洋。
岛屿东部为高原但高度低，孤立地分布着一些池塘以及有平缓的丘陵。其植被茂盛，有藓类植物、地衣、草本植物、蕨类植物、莎草和岩高兰分布。岛屿中部多山地，西部末端处土地则贫瘠、植物稀疏。

## 外部連結
- Home page of USS Worden (DD 352) （页面存档备份，存于） A U.S. Navy destroyer that sank during the landing at Amchitka, January 12, 1943. Contains eyewitness accounts of the landings.
- The following links are to Department of Energy films about the Amitchka test facility. The videos include footage of the tests.
  - The Amchitka Program (full video （页面存档备份，存于）)
  - Project Long Shot (full video （页面存档备份，存于）)
  - The Milrow Test (full video （页面存档备份，存于）)
  - Project Cannikin Review (full video （页面存档备份，存于）)
  - Amchitka Island Remediation Activities